# نلی ابراموا
نلی ابراموا (روسی: Не́лли Миха́йловна Абра́мова؛ زادهٔ ۱۸ اوت ۱۹۴۰) بازیکن والیبال اهل اتحاد جماهیر شوروی سوسیالیستی است.